# Angelline Osegge
Angelline Asio Osegge, cũng Angelina Osege (sinh ngày 8 tháng 12 năm 1969) là một người hoạt động xã hội và nữ chính trị gia người Uganda, người đang là thành viên của Quốc hội đương nhiệm đại diện cho Quận Soroti cho Diễn đàn Thay đổi Dân chủ (FDC) trong Quốc hội Uganda lần 10 (2016 đến năm 2021). Bà là Chủ tịch Ủy ban Tài khoản Công cho Chính phủ Trung ương.

## Bối cảnh và giáo dục
Bà được sinh ra với tên Angelline Asio, vào ngày 12 tháng 8 năm 1969, tại quận Soroti, thuộc khu vực phía đông của Uganda. Bà theo học các trường địa phương cho giáo dục tiền đại học của mình. Năm 1991, cô được nhận vào Đại học Makerere, trường đại học công lập lâu đời nhất và lớn nhất ở Uganda, tốt nghiệp năm 1994 với bằng Cử nhân Khoa học Xã hội. Sau đó, vào năm 2007, bà vào Đại học Liệt sĩ Uganda, tốt nghiệp năm 2009, với Chứng chỉ Tài chính vi mô.

## Kinh nghiệm làm việc
Trước khi tham gia chính trị toàn thời gian, bà làm nhân viên phát triển cộng đồng cho World Vision International và sau đó, là Nhân viên tín dụng tại Pride Microfinance Limited, một ngân hàng tài chính vi mô thuộc sở hữu của chính phủ phục vụ nhóm người cấp thấp hơn của xã hội, những người không được phục vụ hoặc không thể truy cập các dịch vụ tài chính thông qua các ngân hàng thương mại ở Uganda. Trong khi làm việc đó, bà đã được thăng lên cấp bậc giám đốc chi nhánh. Từ năm 2006 đến 2008, bà là Giám đốc Điều hành của "Chương trình Hỗ trợ Doanh nghiệp Địa phương", một tổ chức phi lợi nhuận ở Uganda.